# Bahnhof Tanggula

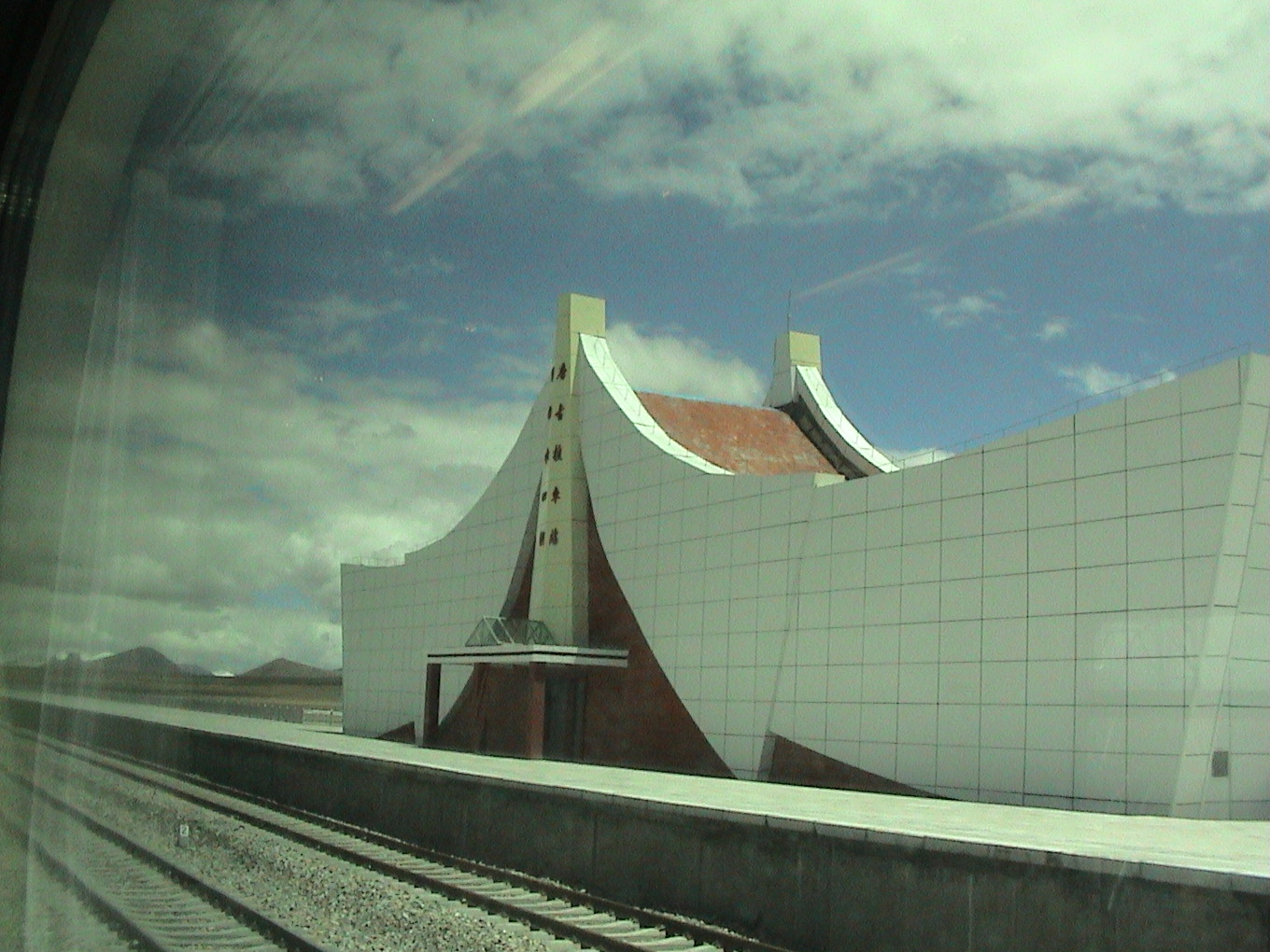
Bahnhofsgebäude

Der Bahnhof Tanggula (chinesisch 唐古拉站 / 唐古拉站, Pinyin táng gǔ lā zhàn) ist ein Bahnhof in Amdo im Autonomen Gebiet Tibet der Volksrepublik China. Der Bahnhof hat drei Gleise, von denen zwei an Bahnsteigen liegen, und dient auf der eingleisigen Strecke als Ausweichbahnhof. Er liegt in der Nähe des Tanggula-Passes und ist der höchstgelegene Bahnhof der Welt.

## Geschichte
Dieser unbesetzte Bahnhof der Lhasa-Bahn wurde am 1. Juli 2006 in Betrieb genommen. Er liegt in einer Höhe von 5068 m und übertrifft damit Ticlio (Peru) auf 4829 m, Cóndor auf der Rio Mulatos-Potosí Linie (Bolivien) auf 4786 m und den Bahnhof Galera (Peru) auf 4781 m. Damit ist Tanggula der höchstgelegene Bahnhof der Welt. Er befindet sich in einem Kilometer Abstand vom Kulminationspunkt der höchstgelegenen Eisenbahnstrecke der Welt (5072 m).
Der Bahnsteig ist 1250 m lang mit 77.002 m² Fläche. Der Bahnhof verfügt über drei Gleise. Der Ort der Bahnstation wurde vor allem wegen der Aussicht vom Bahnsteig aus gewählt.
Seit 2008 betreiben „Tangula Railtours“, ein Joint Venture von „RailPartners“ und „Qinghai Tibet Rail Corp.“, eine Touristen-Bahnlinie von Peking nach Lhasa über den Pass, auf der spezielle Luxuszüge verkehren.

## Fahrpläne
Ab 2009 halten Personenzüge zwar an der Station, Ein- und Ausstieg ist aber nicht möglich.